# Высоковское сельское поселение (Кологривский район)
Высоковское сельское поселение расположено в южной части Кологривского района Костромской области. Административный центр — д. Высоково (Высоково-Полома). Поселение ликвидировано в 2010 году путём присоединения к Ильинскому сельскому поселению. На территории поселения расположены СПК «Дружба» (прекратил производственную деятельность), 2 пилорамы, 2 магазина, церковь Дмитрия Солунского, клуб-библиотека, почта. Школа, просуществовавшая более 120 лет, закрыта в 2004 году. Мобильную связь обеспечивают 3 оператора. В д. Высоково и соседних в летнее время проживает много дачников. В 2 км на юго-восток расположена бывшая усадьба Шаёво — родина поэта-декабриста П. А. Катенина.